# Gluma musgravei
Gluma musgravei är en tvåvingeart som beskrevs av Mcalpine 1991. Gluma musgravei ingår i släktet Gluma och familjen tångflugor. Inga underarter finns listade i Catalogue of Life.